# Musica (Zeitschrift)
Musica ist eine italienische Zeitschrift, die sich mit Klassischer Musik beschäftigt. Seit 1999 erscheint sie im Verlag Zecchini Editore.

## Geschichte und Profil
Die Zeitschrift wurde im Frühjahr 1977 von Umberto Masini gegründet und bis 1999 herausgegeben. Danach übernahm kurzzeitig Laura Poli die Leitung, die 2001 von Stephen Hastings abgelöst wurde. Seit 2014 fungiert Nicola Cattò als Chefredakteur.
Die Zeitschrift berichtet über das aktuelle Musikleben, vornehmlich in Italien, und stellt regelmäßig neue CDs, DVDs, Noten und Bücher vor.
Musica war zunächst Mitglied der Jury der Cannes Classical Awards, danach der Nachfolgejury MIDEM Classical Awards und schließlich, nach erneuter Namensänderung, der International Classical Music Awards (ICMA).